# 单一指令计算机
单一指令计算机（英語：one instruction set computer，OISC）也称最简指令集计算机（ultimate reduced instruction set computer，URISC），它是一种抽象计算机，该计算机只有一条指令。巧妙地选取这一条指令，并且给予无限的资源，单一指令计算机就能成为和其他多指令计算机一样的图灵机:55。在教学上，这种计算机被推荐来帮助理解计算机架构:327 :2，同时，也能用它来研究计算机的结构模型。